# Exploration fonctionnelle respiratoire

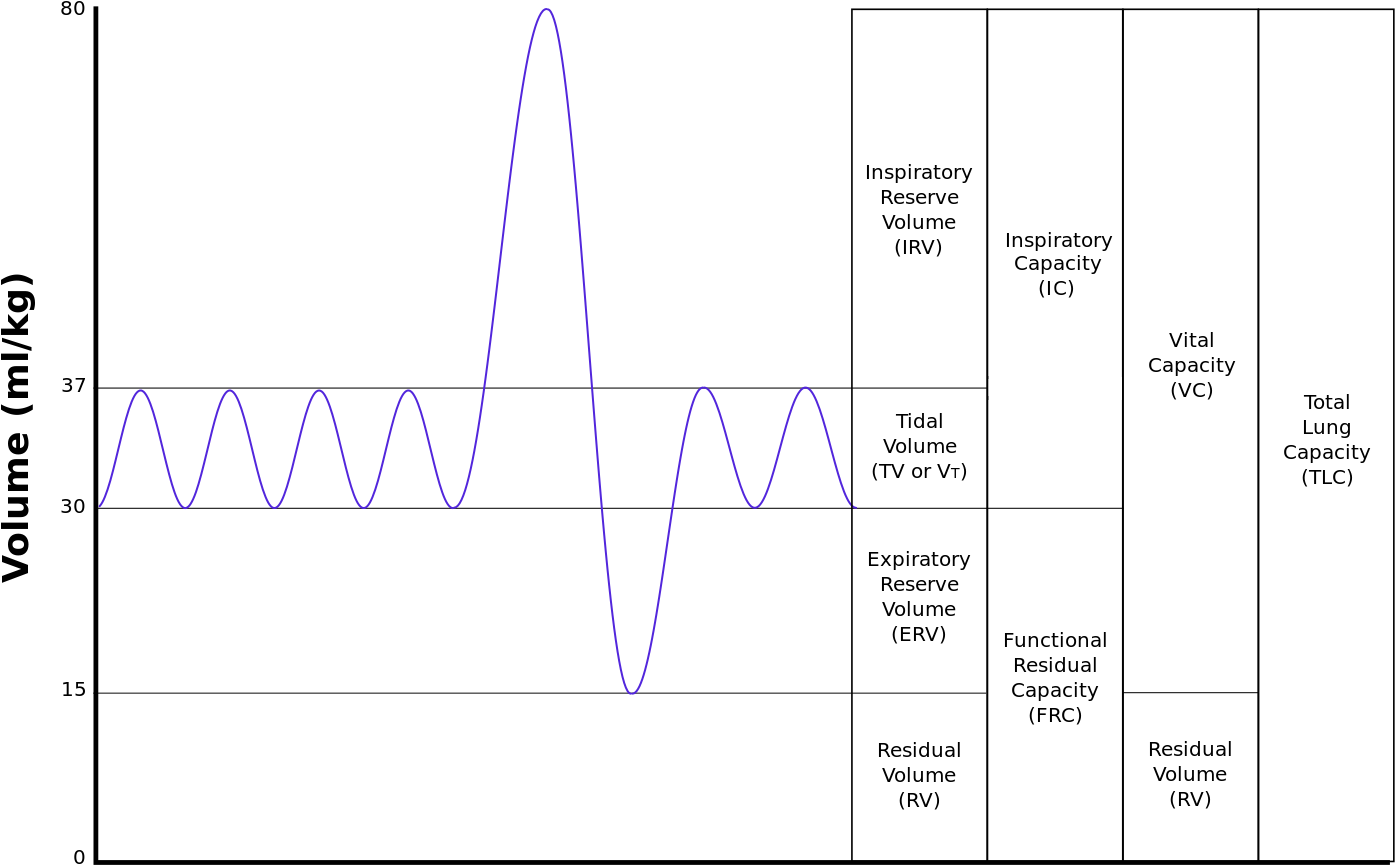
Exemple de graphe obtenu après une spirométrie

Les explorations fonctionnelles respiratoires (EFR) sont un ensemble d'examens destinés à explorer la fonction ventilatoire des poumons.
Elles se composent d'une spirométrie pour déterminer les débits forcés, et d'une mesure des volumes grâce à un pléthysmographe. Il existe des cas particuliers d'EFR qui correspondent à des conditions particulières comme l'exercice ou une réaction allergique. Elles comprennent également l'analyse des gaz du sang. Le but des EFR est de diagnostiquer ou de suivre une pathologie respiratoire tel l'asthme, la broncho-pneumopathie chronique obstructive (BPCO) ou encore la mucoviscidose. Elles servent aussi à voir l'impact sur la respiration des chirurgies ayant un risque d'atteinte de la fonction respiratoire.